# Unicon

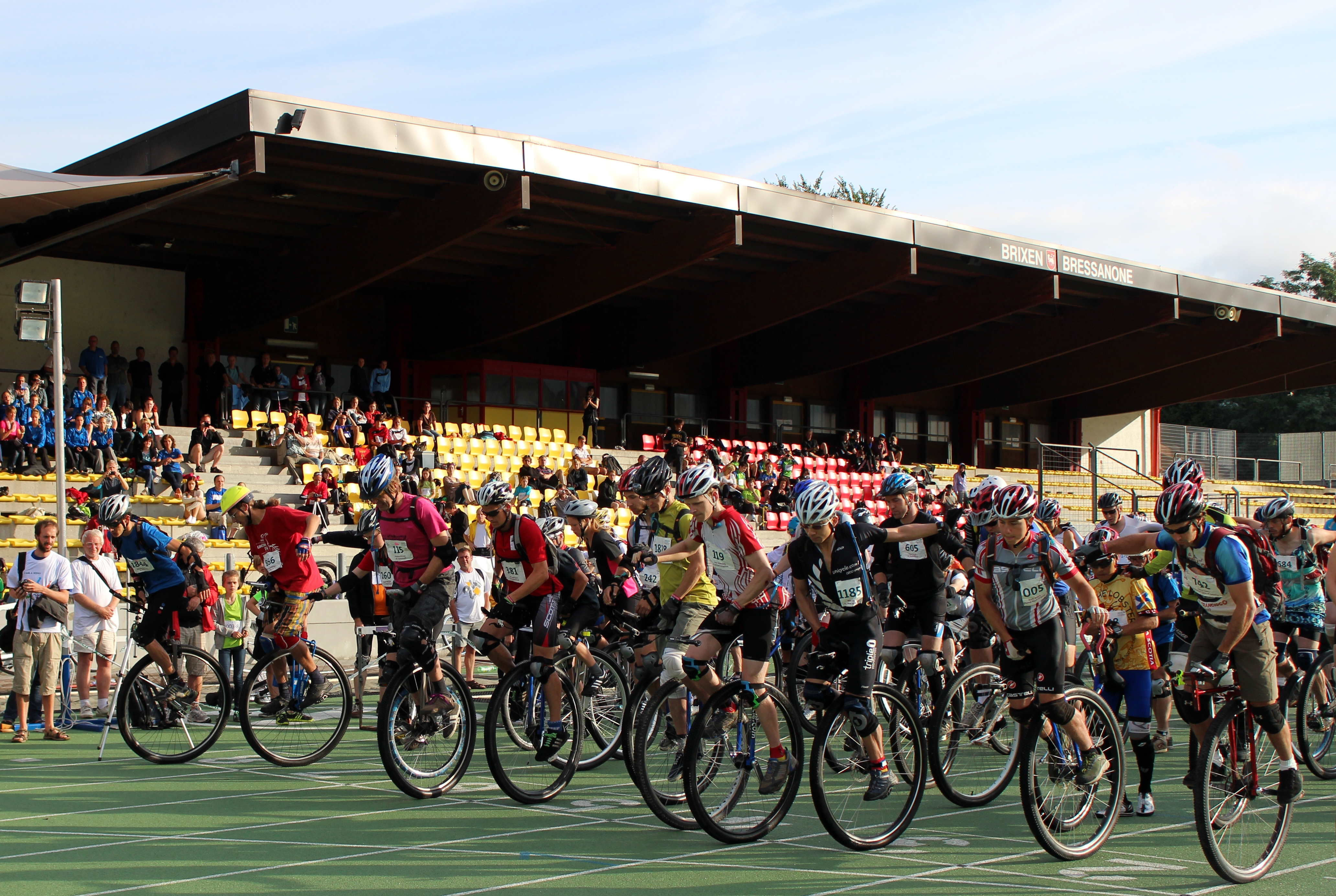
Start des 100 km Langstreckenrennens bei der Unicon 16 in Brixen 2012

Die Unicon (Schreibweise anfänglich UNICON), die World Unicycling Convention and Championships sind/ist ein weltweites Treffen für Einradfahrer, bei dem die Weltmeisterschaften der International Unicycling Federation (IUF) ausgetragen werden. Der Begriff Unicon ist ein Zusammenzug der Wörter Unicycling und Convention. Eine Unicon findet alle 2 Jahre statt und dauert in der Regel ein bis zwei Wochen.

## Disziplinen
Es werden dabei Wettbewerbe in folgenden Disziplinen veranstaltet (vgl. Einrad#Fahrstile und Disziplinen):
- Bahnrennen: 100 m, 400 m, 800 m, 30 m Reifenlaufen, 50 m Einbeinig fahren, Downhill Gliding, Track Coasting, Langsam Rennen (Vorwärts/ Rückwärts), Stillstand, IUF Slalom (Obstacle)
- Langstreckenrennen: 10 km, Marathon (42.195 km), 100 km[1]
- Freestyle: Einzelkür, Paarkür, Gruppenkür (Kleingruppe/ Großgruppe), X-Style, Standard Skill
- Muni: Cross-Country, Downhill, Uphill
- Trials, Flat, Street: Flatland, Hochsprung, Weitsprung, Street, Slopestyle Street, Trials, Speed Trials
- Team Sport: Einradhockey, Einradbasketball

## Auflistung aller vergangenen und geplanten Unicons
| Auflage | Jahr      | Datum                    | Ort                          | Land           | Q ...                    |
| ------- | --------- | ------------------------ | ---------------------------- | -------------- | ------------------------ |
| 1       | 1984      |                          | Syracuse, NY                 | USA            |                          |
| 2       | 1986      |                          | Uniondale, NY                | USA            |                          |
| 3       | 1987      |                          | Tokio                        | Japan          |                          |
| 4       | 1988      |                          | Aguadilla                    | Puerto Rico    |                          |
| 5       | 1991      |                          | Hull, Québec                 | Kanada         |                          |
| 6       | 1992      |                          | Québec, Québec               | Kanada         |                          |
| 7       | 1994      |                          | Minneapolis, MN              | USA            |                          |
| 8       | 1996      |                          | Guildford                    | Großbritannien |                          |
| 9       | 1998      |                          | Bottrop (+ Oberhausen)       | Deutschland    | [ 3 ]                    |
| 10      | 2000      | August                   | Peking                       | China          | [ 4 ]                    |
| 11      | 2002      | 25. Juli – 2. August     | North Bend, Seattle, WA      | USA            | gemeinsam mit NAUCC 2002 |
| 12      | 2004      | 23. Juli – 1. August     | Tokio                        | Japan          | [ 6 ]                    |
| 13      | 2006      | 23. Juli – 2. August     | Langenthal + Bern            | Schweiz        | [ 7 ]                    |
| 14      | 2008      | 26. Juli – 4. August     | Frederiksberg, Kopenhagen    | Dänemark       | [ 8 ]                    |
| 15      | 2009/2010 | 27. Dezember – 7. Januar | Wellington                   | Neuseeland     | [ 9 ]                    |
| 16      | 2012      | 21. Juli – 31. Juli      | Brixen                       | Italien        | [ 10 ]                   |
| 17      | 2014      | 30. Juli – 10. August    | Montreal, Québec             | Kanada         | [ 11 ] [ 12 ] [ 13 ]     |
| 18      | 2016      | 27. Juli – 7. August     | Donostia, San Sebastián      | Spanien        | [ 14 ]                   |
| 19      | 2018      | 29. Juli – 10. August    | Ansan, südwestlich von Seoul | Korea          | [ 15 ]                   |
| –       | (2020)    | entfallen                | wegen COVID-19-Pandemie      |                |                          |
| 20      | 2022      | 26. Juli – 6. August     | Grenoble                     | Frankreich     | [ 16 ] [ 17 ]            |
| 21      | 2024      | 14.–26. Juli             | Bemidji, MN                  | USA            | [ 18 ] [ 19 ]            |

Q ... Quellen, Ergebnisse, Website der Veranstaltung